# لويس ريكنسون
كان لويس رافائيل ريكنسون (بالإنجليزية: Lewis Raphael Rickinson)‏ (21 أبريل 1883 - 16 أبريل 1945) مهندسًا بحريًا إنجليزيًا. اشتهر بخدمته في البعثة الإمبراطورية العابرة للقارة القطبية الجنوبية في الفترة من 1914 إلى 1916، والتي نال عنها الميدالية الفضية القطبية.